# Isla de los Monos Nanwan
La isla de los Monos Nanwan es el nombre de una isla que se encuentra en el condado de Lingshui en la costa sur de la isla de Hainan, la provincia más meridional de China. La isla es una reserva natural protegida por el estado para los monos macacos.
Desde que la reserva natural fue creada en 1965, la isla se ha convertido en un popular destino turístico. Es ahora el hogar de cerca de 2000 monos. La isla, con un total de 1000 hectáreas, es la mayor área de China para protección de monos. La isla de los Monos tiene el más largo teleférico sobre el agua en China, que tiene 2138 metros (7014 pies).